# Reactive Red 198
C.I. Reactive Red 198 ist ein Azofarbstoff aus der anwendungstechnischen Gruppe der Reaktivfarbstoffe, der zum Färben von Baumwolle, Wolle und Seide verwendet wird. 

## Herstellung
Durch Umsetzung von H-Säure (1) mit Trichlortriazin (2) bei 0–5 °C, wobei mit Natriumhydrogencarbonat pH 3–3,8 eingehalten wird, erhält man das Kondensationsprodukt 3. Dieses wird in einer zweiten Kondensationsreaktion bei 15–20 °C und pH 6,5–7 mit Metanilsäure (4) und Natriumcarbonat zur Kupplungskomponente 5 umgesetzt. Die Azokupplung erfolgt bei pH 6–6,5 mit der Diazoniumverbindung 7, die man durch Diazotierung von Parabaseester (6) mit Natriumnitrit und Salzsäure erhält:

## Verwendung
Reactive Red 198 wurde 1980 von der Hoechst AG patentiert und unter der Bezeichnung Remazol Rot RB vermarktet. Der Farbstoff ist bezüglich der jährlichen Produktionsmenge einer der weltweit größten Reaktivfarbstoffe und wird inzwischen hauptsächlich in Indien und China hergestellt.
Reactive Red 198 gehört zu den bifunktionellen Reaktivfarbstoffen – sowohl die Monochlortriazingruppe als auch die Vinylsulfongruppe gehen unter Färbebedingungen mit den funktionellen Gruppen der Faser eine kovalente Bindung ein.

## Externe Links zu erwähnten Verbindungen
1. ↑  Externe Identifikatoren von bzw. Datenbank-Links zu Reactive Red 198, Natriumsalz, unspezifiziert:  CAS-Nr.: 78952-61-1, EG-Nr.: 279-015-1, ECHA-InfoCard: 100.071.810, PubChem: 166507, Wikidata: Q135189406.
2. ↑  Externe Identifikatoren von bzw. Datenbank-Links zu Reactive Red 198, freie Säure:  CAS-Nr.: 72987-39-4, PubChem: 166508, ChemSpider: 23352816, Wikidata: Q82000880.